# A halálraítélt (film, 2007)
A halálraítélt (eredeti cím: The Condemned) 2007-ben bemutatott amerikai-ausztrál akciófilm, amelyet Scott Wiper írt és rendezett. A főszerepben Steve Austin, Vinnie Jones, Robert Mammone, Tory Mussett, Madeleine West és Rick Hoffman. A filmet a WWE Films készítette, és a Lionsgate mutatta be 2007. április 27-én. Magyarországon DVD-n jelent meg szinkronizálva. Elkészült a film folytatása is A halálraítélt 2. címmel.
A film középpontjában tíz elítélt áll, akik a közönség számára sugárzott illegális játék részeként kénytelenek életre-halálra harcolni egymással.

## Cselekmény
Jack Conrad egy korrupt salvadori börtönben várja  kivégzését. Azonban egy gazdag televíziós producer "megvásárolja" őt, és a világ börtöneiből kilenc másik elítélt bűnözővel együtt egy lakatlan szigetre szállítja a Csendes-óceán déli részén. "Felajánlják" nekik, hogy elkerülhetik a halálbüntetést, és egy zsáknyi pénzzel visszanyerhetik szabadságukat, ha illegális játékban küzdenek életre-halálra, amelyet lefilmeznek és élőben közvetítenek az interneten.
Minden versenyző bokáján bombát helyeznek el, amely 30 órás visszaszámlálóval és egy (gránáthoz hasonló) csapszeggel van ellátva, ami tíz másodperc késleltetés után felrobbantja a bombát. A győztesnek eltávolítják a bombát, és a nyereményként megkapja a szabadságát, valamint a készpénzt. Ian Breckel, a producer célja, hogy az online nézettség elérje vagy felülmúlja a legutóbbi Super Bowl 40 milliós televíziós nézettségét.
Az adás előrehaladtával az FBI ügynökei Conrad egyik volt osztálytársának tippje nyomán rájönnek, hogy Conrad valódi személyazonossága Jack Riley. Kiderül, hogy Conrad a Delta Force egykori ügynöke, akit egy El Salvadorban végrehajtott Black ops küldetésen fogtak el, miután felrobbantott egy drogkereskedők által ellenőrzött épületet. Conrad barátnője, Sarah tudomást szerez a helyzetről, és a helyi bárban, ahol dolgozik, végignézi az előadás kibontakozását.
Ewan McStarley és Saiga összefognak, hogy eltávolítsák a konkurenciát, míg Yasantwa a ravaszságát felhasználva másokat a halálba csalt. Miután a műsor előtt meglátja a műsor adótornyát, Conrad beszivárog a toronyba, és felhívja Sarah-t, és sikerül megmondania neki a sziget szélességi fokát, mielőtt távozni kényszerül.
Miután a másik hét versenyző meghalt, Conrad egyedül marad McStarley és Saiga ellen. Leszúrja Saigát, McStarley pedig elmenekül. Végül egy helikopter egy puskát dob le McStarley-nak, aki azzal levadássza Conradot. Miután Conrad egy patakba zuhan, McStarley Conrad keresése közben összefut az operatőrrel és annak ghillie-ruhába öltözött fegyveres őrével; lelövi őket, miközben felveszi az őr MP5-ös géppisztolyát.
Amikor McStarley és Conrad újra találkoznak, Conrad végül a szikláról egy patakba gurul, hogy elkerülje a rálövő McStarley-t. Conradot az esés következtében halottnak vélik, McStarley-t pedig győztesnek nyilvánítják. Miközben McStarley-t az irányítótoronyhoz vezetik, hogy átvegye nyereményét, Breckel meghallja, hogy az FBI az Egyesült Államok haditengerészet SEAL-eit küldte, hogy őrizetbe vegyék. Miután találkozik McStarleyval és hatástalanítja bombáját, közli vele, hogy nem kapja meg a nyereményét, mivel kiderül, hogy Breckel McStarley javára manipulálta a játékot. McStarley elvesz egy MP5-öst az egyik őrtől, és egyenként megöli az épületben lévő technikusokat, bár igazából nem tudták, hogy Breckel mindannyiukat cserbenhagyta. Amikor sarokba szorítja Julie-t, Breckel barátnőjét, szembekerül Conraddal, aki többször rálő, miután röviden beszél McStarley múltjáról. Conrad megragadja McStarley két géppisztolyát, és üldözőbe veszi Breckelt, aki helikopterrel próbál menekülni a szigetről. Julie átadja neki McStarley újraaktivált bokabombáját. Conrad bedobja az éppen felszálló helikopterbe, majd felrobban, és egy sziklának csapódik, ezzel megölve Beckelt, és véget vetve ördögi játékának.
Conradot szabad emberként visszaviszik Sarah texasi otthonához. Sarah, aki halottnak hitte őt, miután a McStarley elleni harcában lezuhant a szikláról, üdvözli őt.

## Szereplők
| Szerep                                             | Színész            | Magyar hang       |
| -------------------------------------------------- | ------------------ | ----------------- |
| Jack Conrad/Jack Riley (Amerikai Egyesült Államok) | Steve Austin       | Király Attila     |
| Ewan McStarley (Egyesült Királyság)                | Vinnie Jones       | Jakab Csaba       |
| Paco Pacheco (Mexikó)                              | Manu Bennett       | Holl Nándor       |
| Petr Raudsep (Észtország)                          | Nathan Jones       | nem szólal meg    |
| Go Saiga (Japán)                                   | Masa Yamaguchi     | eredeti nyelven   |
| Yasantwa Adei (Ghána)                              | Emelia Burns       |                   |
| Kreston Mackie (Amerikai Egyesült Államok)         | Marcus Johnson     | Varga Rókus       |
| Rosa Pacheco (Mexikó)                              | Dasi Ruz           | eredeti nyelven   |
| Helmut Bruggerman (Németország)                    | Andy McPhee        | eredeti nyelven   |
| Dominic Giangrasso (Olaszország)                   | Rai Fazio          |                   |
| `Goldy` Goldman                                    | Rick Hoffman       | Galambos Péter    |
| Ian Breckel                                        | Robert Mammone     | Breyer Zoltán     |
| Julie                                              | Tory Mussett       | Solecki Janka     |
| Bella                                              | Sam Healy          | Törtei Tünde      |
| Sarah Cavanaugh                                    | Madeleine West     | Németh Kriszta    |
| Brad Wilkins ügynök                                | Sullivan Stapleton | Magyar Bálint     |
| Baxter                                             | Luke Pegler        | Markovics Tamás   |
| Donna Sereno                                       | Angie Milliken     | Zborovszky Andrea |

## Filmzene
| 1.    | Opening Titles (Score)                        | 3:33 |
| 2.    | Black Betty                                   | 3:27 |
| 3.    | Hands of Time                                 | 4:22 |
| 4.    | Umbrella                                      | 7:23 |
| 5.    | This Colorful World                           | 4:45 |
| 6.    | You Say                                       | 5:01 |
| 7.    | Casino (Solid State Remix)                    | 5:44 |
| 8.    | To Be Young (Is to Be Sad, Is to Be High)     | 3:04 |
| 9.    | The Island and Conrad (Score)                 | 3:58 |
| 10.   | Souljacker, Pt. 1                             | 3:15 |
| 11.   | Over & Under                                  | 3:01 |
| 12.   | Unbreakable                                   | 3:15 |
| 13.   | I Won't Do What You Tell Me (Josh Wink Remix) | 3:55 |
| 54:53 |                                               |      |

### További számok
- "You Don't Know" – Eminem, 50 Cent, Lloyd Banks & Cashis
- "Lonely Train" – Black Stone Cherry
- "In the Air Tonight" – Phil Collins
- "Out of Line" – Buckcherry
- "Backwoods Gold" – Black Stone Cherry
- "Driven" – Sevendust
- "Bullet with a Name" – Nonpoint
- "Shooting Star" – Black Stone Cherry
- "Soulcrusher" – Operator
- "Firestarter" – The Prodigy
- "Savin' Me" – Nickelback

## Folytatás
A halálraítélt 2. címet viselő folytatás, Randy Orton főszereplésével 2015. november 6-án jelent meg.